# 乔婷·韦伯
乔婷·瑪麗·韦伯（英語：Jordyn Marie Wieber，1995年7月12日—），美国女子競技體操運動員。

## 生平
2011年10月，乔婷·韦伯代表美国出戰東京舉行的世界競技體操錦標賽，奪得團體賽及個人全能金牌，以及平衡木銅牌。
2012年8月，於倫敦奧運會上取得團體－金牌（第一名）、自由體操－第七名。
2017年乔婷·韦伯在法庭宣布隊醫拉里·纳萨尔的裁决之后也发表了一个声明，表示自己在美国体操协会期间也受到了纳萨尔的性虐待，是其上百位受害者之一。

## 外部連結
- 乔婷·韦伯官方網站（英文）